# 23274 Wuminchun
23274 Wuminchun este un asteroid din centura principală de asteroizi.

## Descriere
23274 Wuminchun este un asteroid din centura principală de asteroizi. A fost descoperit pe 30 decembrie 2000 la Socorro, New Mexico, în cadrul proiectului LINEAR. Asteroidul prezintă o orbită caracterizată de o semiaxă mare de 2,99 ua, o excentricitate de 0,07 și o înclinație de 9,2° în raport cu ecliptica.